# Tommaso III di Savoia
Tommaso III di Savoia, detto Tommasino (Savoia, 1250 circa – Saint-Genix-sur-Guiers, 16 maggio 1282), fu Signore del Piemonte e conte di Moriana, dal 1259 alla sua morte.
Non viene considerato come successore nella linea comitale della dinastia di Casa Savoia (non fu mai Conte di Savoia); ma essendo figlio di Tommaso II di Savoia è continuatore della Branca Ducale ed è considerato il capostipite del ramo cadetto dei Savoia-Acaia.

## Origine
Tommaso, secondo Samuel Guichenon, era il figlio maschio primogenito di Tommaso II, signore del Piemonte, Conte di Savoia, d'Aosta e di Moriana, Conte di Fiandra e di Hainaut e della sua seconda moglie, Beatrice Fieschi, che era la terza figlia femmina di Teodoro Fieschi, conte di Lavagna, e della di lui consorte Simona de Volta di Capo Corso.
Tommaso II di Savoia, secondo lo storico francese, Samuel Guichenon, nel suo Histoire généalogique de la royale maison de Savoie, era il figlio maschio terzogenito di Tommaso I, Conte di Savoia, d'Aosta e di Moriana, e della moglie, Margherita o forse Beatrice, che secondo la Chronica Albrici Monachi Trium Fontium era figlia del Conte di Ginevra, Guglielmo I e della signora di Faucigny, Beatrice.

## Biografia
Secondo le Europäische Stammtafeln, vol II, 190 (non consultate), Tommaso sarebbe nato nel 1248, ma ciò contrasta col fatto che i suoi genitori, secondo Samuel Guichenon, si erano sposati nel 1251 e Tommaso era il primogenito.
Suo padre, Tommaso II, conte di Savoia assieme al nipote, Bonifacio, morì nel 1259; secondo Matteo di Parigi, Tommaso II fu avvelenato (dicitur potionatus). Fu sepolto nel presbiterio della cattedrale di Aosta. Tommaso gli succedette nei titoli di conte di Moriana e signore del Piemonte.
Suo cugino, il conte di Savoia, Bonifacio, rimasto solo a governare la contea si riavvicinò al partito ghibellino, al cognato Manfredi, reggente del regno di Sicilia.
Al momento della morte del padre Tommaso ed i due fratelli minori erano tenuti in prigione nel Comune di Asti; intervenne allora il fratello di sua madre, Beatrice, il cardinale Ottobono Fieschi, futuro papa Adriano V, che con truppe genovesi e altri Guelfi ottenne la liberazione dei tre bambini.
Nel 1263, il conte di Savoia, suo cugino, Bonifacio, fu attaccato alle porte di Torino dalle truppe del comune di Asti, che lo sconfissero e lo fecero prigioniero e dove morì per le ferite riportate.
Non essendo ancora sposato, Bonifacio non aveva eredi, e la successione sarebbe spettata ai figli maschi del duca Tommaso II, per l'esattezza al primogenito, Tommaso, che reclamò per sé la contea e la preminenza sulla famiglia; anche le sorelle di Bonifacio avanzarono pretese; ma alla fine, il fratello di suo padre, Tommaso II, il conte di Richmond e di Romont, Pietro, riuscì a farsi riconoscere conte di Savoia.
L'anno dopo, nel 1264, sua zia, Beatrice, contessa consorte di Provenza e di Forcalquier, citò Tommaso ed i fratelli, Amedeo e Luigi (Thomam Amedeum et Ludovicum filios quondam Dom. Thome fratris mei) e la sorella Eleonora (Alienore filie predicti comitis Thome) nel suo testamento come destinatari di un lascito.
Nel 1268, suo zio, il conte di Savoia, Pietro II, fece un ultimo testamento dove chiedeva di essere sepolto ad Altacomba e designava suo successore nella contea il fratello Filippo e inoltre specificava i diversi lasciti per tutti gli altri parenti, come da documento n° 749 del Peter der Zweite, Graf von Savoyen, Markgraf in Italien , aggiungendo anche un codicillo, riportato nelle Mémoires et documents publiés par la Société d'histoire et d'archéologie de Genève - tome 7, ove specificava che i suoi eredi erano il fratello Filippo e la figlia Beatrice.
Suo zio, Pietro II, il Piccolo Carlo Magno si spense a Pierre-Châtel, il 16 maggio 1268, senza eredi maschi e perciò lo stato sabaudo venne ereditato dal fratello Filippo I di Savoia, mentre Pietro venne tumulato nell'Abbazia di Altacomba, in Savoia.
Tommaso, nel 1273, venne citato assieme al fratello, Amedeo (Thome et Amedeo de Sabaudia filiis eiusdem) e alla madre, Beatrice, ricordata come contessa di Borget (domine Comitisse del Borget consanguinee mee) in quanto si era ritirata a vivere nel Castello di Le Bourget-du-Lac, di proprietà del marito Tommaso II in un altro testamento, quello di Adelasia, vedova di Alberto IV signore di La Tour e Coligny, e imparentata coi Savoia.
Sotto Filippo I di Savoia Tommaso prese possesso dei suoi feudi e governò in suo nome i territori al di qua delle Alpi, in Piemonte; sconfisse Guglielmo VII del Monferrato (1280) facendolo prigioniero e costringendolo, in cambio della libertà, a restituire ai Savoia la città di Torino. Tommaso aveva infatti catturato il marchese di Monferrato Guglielmo VII mentre stava valicando le Alpi, diretto in Spagna, e lo aveva costretto a firmare la cessione di Torino ed altre terre piemontesi allora in suo possesso.
Tommaso, secondo Samuel Guichenon, si ammalò a Saint-Genix-sur-Guiers, dove nel maggio del 1282, fece testamento nel quale richiedeva di essere sepolto nell'Abbazia di Altacomba (in monasterio de Altacomba), disponeva dei lasciti per la moglie, Guya (dominæ Guiæ de Burgundia consorti meæ), e la madre, Beatrice (matri meæ dominæ B. comitissæ), nominava suo erede il figlio primogenito Filippo (Philippum de Sabaudia filium meum primogenitum), disponendo adeguati appannaggi per gli altri quattro figli (aliis filiis meis Petro, Thomæ, Amedeo et Guillermo fratribus suis), disponendo che la moglie fosse tutrice dei figli, assistita dal di lei fratello, Signore di Salins, Conte di Chalon e Conte di Borgogna, Ottone IV (dominum Othonem comitem Burgundiæ dictæ dominæ Guyæ germanum) e un suo cugino, Aimaro di Rossiglione, arcivescovo di Lione (consanguineum meum R. patrem dominum Aymarum archiepiscopum Lugdunensem); il testamento è riprodotto integralmente nelle Preuves de l'Histoire généalogique de la royale maison de Savoie di Samuel Guichenon.
Tommaso morì a Saint-Genix-sur-Guiers, il 16 maggio 1282 (secondo Samuel Guichenon, il 15 maggio) e sempre secondo il Guichenon, fu sepolto nell'Abbazia di San Michele della Chiusa, in Piemonte, mentre risulta sepolto come da lui richiesto ad Altacomba.

## Matrimonio e discendenza
Tommaso, nel maggio 1274, aveva sposato Guya o Gaia di Borgogna († 1316), figlia di Ugo di Châlon, Conte consorte di Borgogna e Signore di Salins e della Contessa di Borgogna, Adelaide d'Andechs.
Tommaso da Guya ebbe cinque figli:
- Filippo di Savoia-Acaia (Susa, 1278 - 1334), ricordato nel testamento del padre[23], Signore del Piemonte, conte di Moriana e Principe d'Acaia[24];
- Pietro di Savoia († 1332), ricordato nel testamento del padre[23], arcivescovo di Lione (1307 – 1332)[26]. Ebbe due figli illegittimi:
  - Giovanni, detto La Mitra († 1348), signore di Cuynes in Moriana[26] e
  - Ugonino († dopo il 1337), signore di Lemie e di Usseglio[26];
- Tommaso di Savoia († dopo il 1340), ricordato nel testamento del padre[23], canonico ad Amiens[27], nel 1300 era stato eletto vescovo di Torino ma la sua nomina fu cassata da papa Bonifacio VIII;
- Amedeo di Savoia († dopo il 1340), ricordato nel testamento del padre[23], arcidiacono a Reims (1320)[28];
- Guglielmo di Savoia († 1326 ca.), ricordato nel testamento del padre[23], abate della Sacra di San Michele (1310).[29]

## Ascendenza
|                                |                        |                               | Genitori            |  |  | Nonni |  |  | Bisnonni              |  |  | Trisnonni            |  |
|                                |                        |                               |                     |  |  |       |  |  | Umberto III di Savoia |  |  | Amedeo III di Savoia |  |
|                                |                        |                               |                     |  |  |       |  |  | Umberto III di Savoia |  |  | Amedeo III di Savoia |  |
|                                |                        | Matilde di Albon              |                     |  |  |       |  |  | Umberto III di Savoia |  |  |                      |  |
| Tommaso I di Savoia            |                        |                               |                     |  |  |       |  |  | Umberto III di Savoia |  |  |                      |  |
|                                |                        | Beatrice di Mâcon             | Gerardo I di Mâcon  |  |  |       |  |  |                       |  |  |                      |  |
|                                |                        | Beatrice di Mâcon             | Gerardo I di Mâcon  |  |  |       |  |  |                       |  |  |                      |  |
|                                |                        | Beatrice di Mâcon             | Maurette di Salins  |  |  |       |  |  |                       |  |  |                      |  |
| Tommaso II di Savoia           |                        | Beatrice di Mâcon             |                     |  |  |       |  |  |                       |  |  |                      |  |
|                                |                        | Guglielmo I di Ginevra        | Amedeo I di Ginevra |  |  |       |  |  |                       |  |  |                      |  |
|                                |                        | Guglielmo I di Ginevra        | Amedeo I di Ginevra |  |  |       |  |  |                       |  |  |                      |  |
|                                |                        | Guglielmo I di Ginevra        | Matilde di Cuiseaux |  |  |       |  |  |                       |  |  |                      |  |
| Margherita di Ginevra          |                        | Guglielmo I di Ginevra        |                     |  |  |       |  |  |                       |  |  |                      |  |
|                                |                        | Beatrice di Faucigny          | Guy II de Valpergue |  |  |       |  |  |                       |  |  |                      |  |
|                                |                        | Beatrice di Faucigny          | Guy II de Valpergue |  |  |       |  |  |                       |  |  |                      |  |
|                                |                        | Beatrice di Faucigny          | Beatrice Visconti   |  |  |       |  |  |                       |  |  |                      |  |
| Tommaso III di Savoia          |                        | Beatrice di Faucigny          |                     |  |  |       |  |  |                       |  |  |                      |  |
|                                | Ugo Fieschi di Lavagna | Teodoro II Fieschi di Lavagna |                     |  |  |       |  |  |                       |  |  |                      |  |
|                                | Ugo Fieschi di Lavagna | Teodoro II Fieschi di Lavagna |                     |  |  |       |  |  |                       |  |  |                      |  |
|                                | Ugo Fieschi di Lavagna | …                             |                     |  |  |       |  |  |                       |  |  |                      |  |
| Teodoro III Fieschi di Lavagna | Ugo Fieschi di Lavagna |                               |                     |  |  |       |  |  |                       |  |  |                      |  |
|                                |                        | Brumisan di Grillo            | Amico di Grillo     |  |  |       |  |  |                       |  |  |                      |  |
|                                |                        | Brumisan di Grillo            | Amico di Grillo     |  |  |       |  |  |                       |  |  |                      |  |
|                                |                        | Brumisan di Grillo            | …                   |  |  |       |  |  |                       |  |  |                      |  |
| Beatrice Fieschi               |                        | Brumisan di Grillo            |                     |  |  |       |  |  |                       |  |  |                      |  |
|                                |                        | Raimondo della Volta          | …                   |  |  |       |  |  |                       |  |  |                      |  |
|                                |                        | Raimondo della Volta          | …                   |  |  |       |  |  |                       |  |  |                      |  |
|                                |                        | Raimondo della Volta          | …                   |  |  |       |  |  |                       |  |  |                      |  |
| Simona della Volta             |                        | Raimondo della Volta          |                     |  |  |       |  |  |                       |  |  |                      |  |
|                                |                        | …                             | …                   |  |  |       |  |  |                       |  |  |                      |  |
|                                |                        | …                             | …                   |  |  |       |  |  |                       |  |  |                      |  |
|                                |                        | …                             | …                   |  |  |       |  |  |                       |  |  |                      |  |
|                                |                        | …                             |                     |  |  |       |  |  |                       |  |  |                      |  |

### Fonti primarie
- (LA)  Matthæi Parisiensis, Monachi Sancti Albani, Chronica Majorar, vol. V.
- (LA)  Monumenta Germaniae Historica, Scriptores, tomus XXIII.
- (LA)  Peter der Zweite, Graf von Savoyen, Markgraf in Italien
- (LA)  Mémoires et documents publiés par la Société d'histoire et d'archéologie de Genève - tome 7

### Letteratura storiografica
- (FR)  Histoire de Savoie, d'après les documents originaux,... par Victor ... Flour de Saint-Genis. Tome 1
- (FR)  Histoire généalogique de la royale maison de Savoie, justifiée par titres, ..par Guichenon, Samuel
- (FR)  Histoire de la Maison de Savoie
- (FR)  Preuves de l'Histoire généalogique de la royale maison de Savoie, justifiée par titres, ..par Guichenon, Samuel
- (IT)  Museo scientifico, letterario ed artistico:Beatrice Fieschi, pagg. 53 e 54